# Sophonia erythrolinea
Sophonia erythrolinea är en insektsart som beskrevs av Kuoh 1983. Sophonia erythrolinea ingår i släktet Sophonia och familjen dvärgstritar. Inga underarter finns listade i Catalogue of Life.